# نكوز
نكوز هي بلدة في مقاطعة كاسان في ولاية قشقداريا في أوزبكستان.